# НБА в сезоні 1953–1954
Сезон НБА 1953–1954 був 8-им сезоном в Національній баскетбольній асоціації. Переможцями сезону стали «Міннеаполіс Лейкерс», які здолали у фінальній серії «Сірак'юс Нейшеналс».

## Регламент змагання
Участь у сезоні брали 9 команд, розподілених між двома дивізіонами.
По ходу регулярного сезону кожна з команд-учасниць провела по 72 гри. До стадії плей-оф виходило по три кращі команди з кожного дивізіону. Плей-оф проходив за змішаною системою — для кожного дивізіону спочатку груповий турнір між трьома командами, в якому визначалися по два фіналісти дивізіонів, а згодом фінали дивізіонів і фінал НБА за олімпійською системою. На стадії фіналів дівизіонів проводилися серії ігор до двох перемог, у Фіналі НБА проводилася серія ігор до чотирьох перемог.

## Регулярний сезон

### Підсумкові таблиці за дивізіонами
| Східний                | В  | П  | %П   | Відст | Дом   | Гост  | Нейтр | Див   |
| ---------------------- | -- | -- | ---- | ----- | ----- | ----- | ----- | ----- |
| x-«Нью-Йорк Нікс»      | 44 | 28 | .611 | –     | 18–8  | 15–13 | 11–7  | 24–16 |
| x-«Бостон Селтікс»     | 42 | 30 | .583 | 2     | 17–6  | 10–19 | 15–5  | 25–15 |
| x-«Сірак'юс Нейшеналс» | 42 | 30 | .583 | 2     | 26–6  | 11–17 | 5–7   | 21–19 |
| «Філадельфія Ворріорс» | 29 | 43 | .403 | 15    | 10–9  | 6–16  | 13–18 | 19–21 |
| «Балтимор Буллетс»     | 16 | 56 | .222 | 28    | 12–18 | 0–22  | 4–16  | 11–29 |

| Західний                | В  | П  | %П   | Відст | Дом   | Гост  | Нейтр | Див   |
| ----------------------- | -- | -- | ---- | ----- | ----- | ----- | ----- | ----- |
| x-«Міннеаполіс Лейкерс» | 46 | 26 | .639 | –     | 20–4  | 13–15 | 13–7  | 19–13 |
| x-«Рочестер Роялс»      | 44 | 28 | .611 | 2     | 18–10 | 12–15 | 14–3  | 22–10 |
| x-«Форт-Вейн Пістонс»   | 40 | 32 | .556 | 6     | 19–8  | 11–17 | 10–7  | 17–15 |
| «Мілвокі Гокс»          | 21 | 51 | .292 | 25    | 11–14 | 5–17  | 6–20  | 6–26  |

Легенда:
- x – Учасники плей-оф

## Плей-оф
| Команда              | В | П |
| -------------------- | - | - |
| «Сірак'юс Нейшеналс» | 4 | 0 |
| «Бостон Селтікс»     | 2 | 2 |
| «Нью-Йорк Нікс»      | 0 | 4 |

| Команда               | В | П |
| --------------------- | - | - |
| «Міннеаполіс Лейкерс» | 3 | 0 |
| «Рочестер Роялс»      | 2 | 1 |
| «Форт-Вейн Пістонс»   | 0 | 4 |

Переможці пар плей-оф позначені жирним. Цифри перед назвою команди відповідають її позиції у підсумковій турнірній таблиці. Цифри після назви команди відповідають кількості її перемог у відповідному раунді плей-оф.
|  | Фінали дивізіонів | Фінали дивізіонів | Фінали дивізіонів |   |    | Фінал НБА   | Фінал НБА | Фінал НБА |
|  |                   |                   |                   |   |    |             |           |           |
|  | W1                | Міннеаполіс       | 2                 |   |    |             |           |           |
|  | W2                | Рочестер          | 1                 |   |    |             |           |           |
|  |                   |                   |                   |   | W1 | Міннеаполіс | 4         |           |
|  |                   | E1                | Сірак'юс          | 3 |    |             |           |           |
|  | E1                | Сірак'юс          | 2                 |   |    |             |           |           |
|  | E2                | Бостон            | 0                 |   |    |             |           |           |

## Лідери сезону за статистичними показниками
| Показник                  | Гравець        | Команда                | Результат |
| ------------------------- | -------------- | ---------------------- | --------- |
| Очки                      | Ніл Джонстон   | «Філадельфія Ворріорс» | 1,759     |
| Підбирання                | Гаррі Галлатін | «Нью-Йорк Нікс»        | 1,098     |
| Передачі                  | Боб Коузі      | «Бостон Селтікс»       | 518       |
| % влучань з гри           | Ед Маколі      | «Бостон Селтікс»       | .486      |
| % влучань штрафних кидків | Білл Шерман    | «Бостон Селтікс»       | .844      |

## Нагороди НБА

### Щорічні нагороди
- Новачок року: Рей Фелікс, «Балтимор Буллетс»

| - Перша збірна всіх зірок: - Джордж Майкен, «Міннеаполіс Лейкерс» - Гаррі Галлатін, «Нью-Йорк Нікс» - Дольф Шеєс, «Сірак'юс Нейшеналс» - Боб Коузі, «Бостон Селтікс» - Ніл Джонстон, «Філадельфія Ворріорс» | - Друга збірна всіх зірок: - Карл Браун, «Нью-Йорк Нікс» - Ед Маколі, «Бостон Селтікс» - Джим Поллард, «Міннеаполіс Лейкерс» - Пол Сеймур, «Сірак'юс Нейшеналс» - Боббі Вензер, «Рочестер Роялс» |